# Marsypianthes chamaedrys
Marsypianthes chamaedrys är en kransblommig växtart som först beskrevs av Vahl, och fick sitt nu gällande namn av Carl Ernst Otto Kuntze. Marsypianthes chamaedrys ingår i släktet Marsypianthes och familjen kransblommiga växter. Inga underarter finns listade i Catalogue of Life.